# IPhone 16e
O iPhone 16e é um smartphone desenvolvido e comercializado pela Apple como parte de sua série iPhone. Faz parte da linha do iPhone de décima oitava geração, junto com o iPhone 16, o iPhone 16 Plus e os modelos Pro iPhone 16 Pro e iPhone 16 Pro Max. Anunciado em 19 de fevereiro de 2025, como parte da linha do iPhone 16, o iPhone 16e foi lançado com preço inicial de US$ 599, marcando um aumento de US$ 170 em relação ao preço inicial do iPhone SE (3ª geração), ou um aumento de US$ 120 em relação ao preço da versão comparável de 128 GB de armazenamento desse iPhone.
O iPhone 16e é o modelo básico da linha iPhone 16, apresentando uma tela de ponta a ponta (embora mantendo o entalhe do iPhone 14 em vez da Ilha Dinâmica nas linhas do iPhone 15 e 16), Face ID e uma porta USB-C em vez de Lightning. Ele compartilha suas dimensões e design frontal com o iPhone 13, iPhone 13 Pro e iPhone 14. Comparado com o iPhone 16 e iPhone 16 Pro padrão, o iPhone 16e omite recursos como controle de câmera, uma câmera ultralarga, o chip de banda ultralarga de segunda geração e suporte para carregamento Qi2 e MagSafe. O iPhone 16e está posicionado de forma semelhante ao iPhone 5c básico, que foi lançado junto com o iPhone 5s com menos recursos, e aos modelos subsequentes do iPhone SE.
Alimentado pelo SoC A18 (com 4 núcleos de GPU em vez de 5, ao contrário do iPhone 16 normal), ele possui um botão de ação que substitui o botão de mudo, uma única câmera Fusion de 48 MP com opções de zoom óptico (1x e 2x), um modem celular Apple C1 personalizado e suporte para Apple Intelligence.
Após o anúncio do iPhone 16e, o iPhone 14, iPhone 14 Plus e iPhone SE (3ª geração) foram descontinuados, completando a transição do Lightning para USB-C em todos os modelos de iPhone, que começou com o iPhone 15.

## História
Houve rumores de que o sucessor do iPhone SE (3ª geração) seria nomeado como "iPhone SE 4", mas mais tarde foi renomeado como "iPhone 16e".
Em 19 de fevereiro de 2025, a Apple anunciou o sucessor do iPhone SE de terceira geração denominado "iPhone 16e", que serve como modelo básico da série iPhone 16.

A Apple começou a aceitar encomendas em 21 de fevereiro de 2025, com disponibilidade geral em 28 de fevereiro de 2025.

## Design
O iPhone 16e possui uma moldura de alumínio, combinada com uma frente de vidro e vidro traseiro com acabamento fosco e revestimento protetor de cerâmica. Ele também compartilha os mesmos tamanhos e dimensões físicas do iPhone 13, iPhone 13 Pro e iPhone 14.
O iPhone 16e está disponível em duas cores: Preto e Branco, lembrando o iPhone X e o iPhone 4.

## Especificações

### Hardware
O iPhone 16e incorpora o sistema Apple A18 em um chip (SoC) com GPU de 4 núcleos. Está disponível em três configurações de armazenamento interno: 128 GB, 256 GB e 512 GB. Possui 8 GB de RAM, o dobro dos 4 GB de RAM do iPhone SE de terceira geração. O iPhone 16e também possui classificação IP68 para resistência à poeira e água.
O iPhone 16e também possui um modem projetado pela Apple, o Apple C1, em vez do modem Qualcomm encontrado em todos os modelos de iPhone desde o iPhone 12 e incluindo o iPhone 16 e o iPhone 16 Pro. No entanto, isso fez com que o iPhone 16e não suportasse mmWave 5G, ao contrário de seus equivalentes principais.
Como os modelos SE anteriores, o iPhone 16e não possui os recursos de banda ultralarga habilitados pelo chip U2, encontrado em outros modelos de iPhone desde o iPhone 11.
O modelo internacional do iPhone 16e tem suporte para Nano-SIM + eSIM + eSIM, enquanto o modelo dos EUA é apenas eSIM e o modelo chinês não tem suporte para eSIM.
O iPhone 16e foi projetado com uma porta USB-C em vez da porta Lightning mais antiga e proprietária. No entanto, a porta USB-C do iPhone 16e não suporta saída de vídeo DisplayPort.
Assim como o iPhone 15 Pro e todos os modelos da série iPhone 16, o iPhone 16e apresenta o botão de ação que substitui o botão mudo.
Ao contrário do iPhone 16 e 16 Pro padrão, o iPhone 16e não possui o botão de controle da câmera e a Inteligência Visual só pode ser acionada usando o botão de ação.

### Ecrã
O iPhone 16e possui tela Super Retina XDR, usando um painel OLED em vez do LCD da linha iPhone SE. A tela tem resolução de 2532 × 1170 pixels, tamanho diagonal de 6,1 pol. (150 mm) e densidade de pixels de 460 PPI. Ele pode reproduzir conteúdo HDR10 e Dolby Vision. O painel de exibição é idêntico ao encontrado no iPhone 14 e é compatível entre si.
Ao contrário dos outros modelos da série iPhone 16, o iPhone 16e mantém o entalhe (um design de entalhe mais estreito encontrado no iPhone 13, iPhone 13 Pro e iPhone 14, introduzido pela primeira vez com o iPhone X em 2017) em vez da Ilha Dinâmica (Dynamic Island) (introduzida pela primeira vez com o iPhone 14 Pro em 2022).

### Câmara
O iPhone 16e possui uma câmera Fusion traseira 2 em 1 de 48 MP com uma única lente. Assim como o iPhone 15 e o iPhone 16, possui zoom com qualidade óptica de até 2x, feito cortando uma parte do sensor. É capaz de gravar vídeo 4K a 24, 25, 30 ou 60 qps, vídeo HD 1080p a 25, 30 ou 60 qps ou vídeo HD 720p a 30 qps. A câmera possui abertura de ƒ/1.6, foco automático, estabilização ótica de imagem e flash True Tone de LED duplo. A câmera frontal é um módulo TrueDepth de 12 MP com abertura f/1.9 e foco automático, capaz de gravar vídeo 4K a 25, 30 ou 60 qps e vídeo em câmera lenta a 120 qps.
O iPhone 16e adiciona vários recursos de câmera habilitados pelo A18 com GPU de 4 núcleos (um sucessor básico do A15 Bionic com GPU de 4 núcleos). Assim como o iPhone 16 e o iPhone 16 Pro, a câmera traseira suporta Smart HDR 5, gravação de áudio espacial, redução de ruído do vento, zoom de áudio e mixagem de áudio. As câmeras frontal e traseira do iPhone 16e suportam modo Retrato e Iluminação de Retrato. No entanto, a implementação do modo Retrato no 16e suporta apenas rostos humanos e não possui a opção de alterar o ponto de foco. Assim como o iPhone 16 e o iPhone 16 Pro, o modo Retrato possui controle de profundidade e um efeito bokeh avançado (efeito de desfoque do fundo desfocado ao redor do retrato). O iPhone 16e oferece suporte a Photonic Engine, Deep Fusion, estilos fotográficos e modo noturno, mas carece de alguns recursos, como modo Cinematográfico e modo Ação.

### Bateria e carregamento
O iPhone 16e tem duração de reprodução de vídeo de até 26 horas e duração de reprodução de áudio de até 90 horas.
Ao contrário de outros modelos da família, o iPhone 16e não possui conectividade MagSafe. No entanto, o iPhone ainda suporta carregamento sem fio padrão de até 7,5W, através do padrão Qi.

### Software
O iPhone 16e foi originalmente fornecido com iOS 18.3 no lançamento em 28 de fevereiro de 2025, com uma atualização de primeiro dia disponível para iOS 18.3.1.
Assim como o iPhone 16 e o iPhone 16 Pro, o iPhone 16e também oferece suporte ao Apple Intelligence.

## Recepção
O iPhone 16e recebeu críticas geralmente positivas, com muitos elogiando o modem Apple C1 e a duração da bateria, mas criticando o preço e os compromissos, especialmente a falta de MagSafe.
Patrick Holland, da CNET, deu uma pontuação de 8,5 em 10. Holland conduziu um teste comparativo entre o iPhone 16e e o iPhone 16 Pro Max para comparar as velocidades de download e upload do modem C1 do iPhone 16e projetado pela Apple e do iPhone 16 Pro Max Modem projetado pela Qualcomm. Os Países Baixos conduziu o teste na rede 5G da AT&T em ambientes internos e externos em São Francisco. Holland publicou os resultados do teste em uma tabela comparativa que mostra que o modem C1 do iPhone 16e projetado pela Apple foi capaz de corresponder à velocidade de download do modem projetado pela Qualcomm do iPhone 16 Pro Max, e o modem C1 projetado pela Apple do iPhone 16e teve uma velocidade de upload mais rápida do que o modem projetado pela Qualcomm do iPhone 16 Pro Max.
The Verge deu uma pontuação de 7 em 10, chamando o aparelho de familiar, mas quando comparado ao iPhone 16, a qualidade da videochamada e a velocidade de upload no 16e “sairiam na frente”, embora não houvesse uma diferença consistente.

Julian Chokkattu da Wired, também dando uma pontuação de 7 em 10, foi um pouco mais crítico. Chokkattu disse que o preço de US$ 599 do iPhone 16e parecia US$ 100 muito alto e era para quem queria um novo telefone que “só precisa ser um iPhone”. Chokkattu concluiu que o 16e era perfeitamente confiável, mas não tinha um bom valor.